# Ludwig Stitzinger
Ludwig Stitzinger (* 18. Juli 1892 in München; † 31. März 1951) war ein deutscher Jurist und Landrat zur Zeit des Nationalsozialismus.

## Leben
Stitzinger studierte nach dem Abitur am Wilhelmsgymnasium München ab 1912 Rechtswissenschaft an der Universität München und der Universität Greifswald. Nachdem Stitzinger 1920 das Jurastudium mit dem zweiten Staatsexamen abgeschlossen hatte, war er ab 1921 als Regierungsassessor und ab 1922 als Regierungsrat am Landratsamt Straubing tätig. Nach der Machtübernahme durch die Nationalsozialisten wurde Stitzinger Anfang Mai 1933 Mitglied der NSDAP (Mitgliedsnummer 3.444.174).
Nach Ausbruch des Zweiten Weltkrieges wurde Stitzinger der Militärverwaltung im deutsch besetzten Polen zugeteilt und wurde dort am 26. September 1939 Landrat in Krosno. Danach war er im neu errichteten Generalgouvernement von Mitte Januar 1940 bis Mitte Oktober 1940 Stellvertreter Egon Höllers, Kreishauptmann von Krakau-Land. Vom 15. Oktober 1940 bis Ende Dezember 1941 war er Kreishauptmann in Tarnów und forderte in dieser Funktion im Januar 1941 als Vergeltungsmaßnahme für einen getöteten Volksdeutschen die Erschießung Dutzender Geiseln. Vom 26. Januar 1942 war Stitzinger bis zum Einmarsch der Roten Armee im Sommer 1944 letzter Kreishauptmann der deutschen Besatzungszeit in Radzyń. Im Kreis Radzyń ordnete er antijüdische Maßnahmen an.
Stitzinger war ab dem 21. September 1944 im Landratsamt Teplitz-Schönau tätig und ab dem 30. Oktober 1944 noch Landrat in Bilin im Sudetenland.
Nach Kriegsende war er von Juli 1945 bis März 1947 interniert. Über seine Entnazifizierung ist nichts bekannt. Stitzinger wurde wieder Regierungsrat beim Regierungsbezirk Oberpfalz in Regensburg.